# Alfred Stern (Jurist)
Alfred Stern (* 29. August 1831 in Wien; † 1. Dezember 1918 ebenda) war ein österreichischer Rechtsanwalt und Wiener Kommunalpolitiker. Stern war einer der schärfsten Gegner von Wiens Bürgermeister Karl Lueger.

## Leben und Wirken
Alfred Stern studierte Rechtswissenschaften an der Universität Wien und wurde 1857 zum Dr. iur. promoviert. Ab 1868 war er als Hof- und Gerichtsadvokat tätig, von 1888 bis 1900 als liberaler Mandatar für den zweiten Bezirk, Leopoldstadt, im Gemeinderat der Stadt Wien, wo er als Budgetreferent keinen gleichwertigen Nachfolger gefunden hat .
Stern war ab 1888 einunddreißig Jahre im Vorstand der Wiener israelitischen Kultusgemeinde, davon 15 Jahre als deren Präsident. Er wehrte sich entschieden gegen alle zionistischen Bestrebungen und wurde daher von Theodor Herzl als „der kleine Winkelpolitiker der Kultusgemeinde“ bezeichnet (2. Dezember 1902).
In seiner Amtsperiode wurden unter anderem die Augartengründe für das jüdische Kinderspital (Tempelgasse) gesichert und 1917 der neue jüdische Friedhof (Wiener Zentralfriedhof, IV. Tor) errichtet. Sterns Hauptanliegen, der Bau eines großen Tempels in der Inneren Stadt und die Errichtung eines neuen Amtsgebäudes für die IKG, waren umstritten und konnten aufgrund der wirtschaftlichen Verhältnisse während des Ersten Weltkriegs nicht realisiert werden.
Am 5. November 1918 erklärte Alfred Stern gegenüber dem Vorstand der Wiener israelitischen Kultusgemeinde seine Tage zuvor bekannt gegebene Demission damit, dass er der aus einem Kompromissantrag sich ergebenden Anerkennung des neugegründeten (zionistisch ausgerichteten) Jüdischen Nationalrats für Deutschösterreich nicht zustimmen könne. Die Rücktrittserklärung wurde vom Vorstand stimmenmehrheitlich angenommen. Kurze Zeit später wurde Stern Ehrenpräsident der IKG, der er eine namhafte anonyme Stiftung hinterließ.
Alfred Sterns Bruder, Victor Stern (* 4. Mai 1837 in Wien; † 3. Februar 1913 ebendort), wandte sich, teils beeinflusst durch die Bekanntschaft mit Friedrich Hebbel (1813–1863), der Schriftstellerei zu und veröffentlichte unter dem Pseudonym E. Stella einige Tragödien.
Alfred Stern war der Onkel des Komponisten Oscar Straus, den er nach dem frühen Tod von dessen Vater aufzog und der unter anderem bei Sterns Feier zum 80. Geburtstag zugegen war. 